# Eustachy Burka

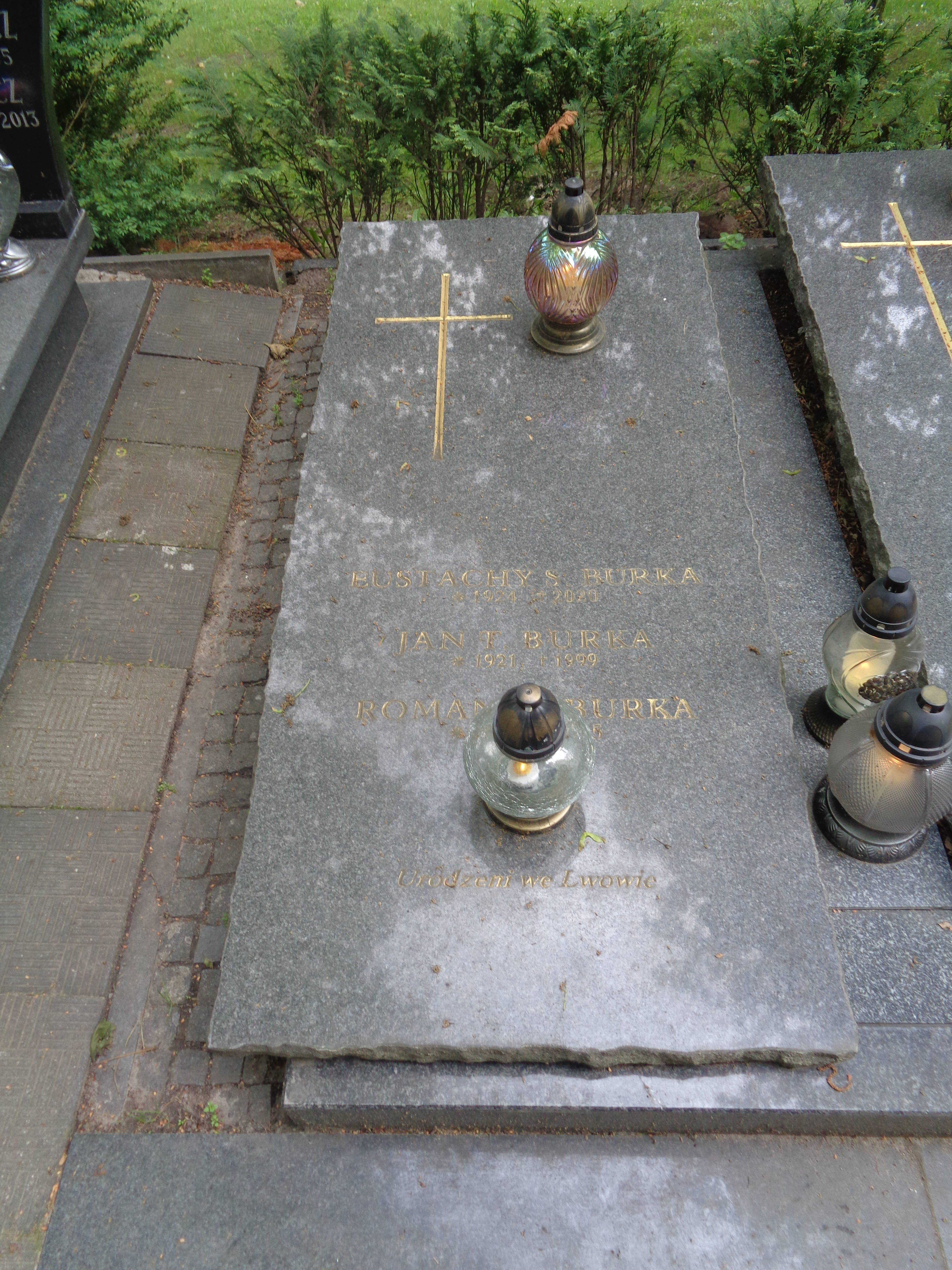
Grób Eustachego Burki na Cmentarzu Srebrzysko w Gdańsku

Eustachy S. Burka (ur. 2 stycznia 1924 we Lwowie, zm. 27 kwietnia 2020 w Gdańsku) – polski specjalista w zakresie mechaniki płynów i teorii maszyn przepływowych, prof. dr hab. inż.

## Życiorys
Był synem Antoniego i Pauliny. Podczas II wojny światowej żołnierz Okręgu Lwowskiego Armii Krajowej krypt. "Dukat", "Lira", uczestnik akcji: "Burza" we Lwowie.
Obronił pracę doktorską, następnie uzyskał stopień doktora habilitowanego. 26 września 1985 nadano mu tytuł profesora w zakresie nauk technicznych. Piastował stanowisko profesora zwyczajnego w Instytucie Maszyn Przepływowych im. Roberta Szewalskiego Polskiej Akademii Nauk, oraz przewodniczącego honorowego w Krajowej Sekcji NSZZ „Solidarność” Polskiej Akademii Nauk.
Zmarł 27 kwietnia 2020. Pochowany na cmentarzu Srebrzysko (rejon I, taras I, grób 6).

## Odznaczenia
- trzykrotnie medal Wojska „Ojczyzna Swemu Obrońcy",
- Krzyż Armii Krajowej,
- Srebrny Krzyż Zasługi z Mieczami.